# Wereldkampioenschap honkbal vrouwen 2010
De vierde editie van het Wereldkampioenschap honkbal voor vrouwen vond plaats van 12 tot en met 22 augustus 2010 in twee steden in Venezuela; Caracas (Estadio Cesar Nieves en Estadio José A. Casanova) en Maracay (Estadio Aviacion en Estadio José Perez Colmenarez) en werd georganiseerd door de International Baseball Federation (IBAF). Japan won voor de tweede keer de titel.

## Deelname
Er namen deze editie elf landen aan deel. Vijf landen namen voor de vierde keer deel. Dit waren Australië, Canada, Japan, Taiwan en de Verenigde Staten. Het team van Hongkong nam voor de derde keer deel en het team van Cuba voor de tweede keer. Drie landen, Nederland (als eerste Europees land), Puerto Rico en organisator Venezuela, debuteerden op het toernooi.

## Schietincident
Op de tweede speeldag (13 augustus) raakte tijdens de wedstrijd Nederland - Hongkong een speelster van Hongkong gewond door een verdwaalde kogel vanaf een nabijgelegen militaire basis en werd naar een ziekenhuis overgebracht. De wedstrijd en de wedstrijden die later op de dag nog op het programma stonden en de wedstrijden op 14 augustus werden afgelast. Het toernooi werd vervolgens in zijn geheel in Maracay gespeeld. Hongkong trok zich na het schietincident terug uit het toernooi.

## Toernooi-opzet
Oorspronkelijk zou ook de Dominicaanse Republiek voor de eerste keer deelnemen. In die opzet met twaalf deelnemers zou de eerste ronde van het toernooi in drie groepen van elk vier teams worden gespeeld. Na het afhaken van de Dominicaanse Republiek werd India als plaatsvervanger aangewezen en werd de toernooi-opzet gewijzigd in twee groepen van elk zes teams. Voor aanvang van het toernooi trok ook India zich alsnog terug. Er wordt nu gespeeld in twee groepen, de A groep met zes landen en de B groep met vijf landen, waarbij Taiwan van groep B naar groep A werd verplaatst en de plaats van India innam.
Elk land speelde een keer tegen elk ander land in de groep. De nummers 1, 2 en 3 van elke groep speelden in de finalegroep nog drie wedstrijden tegen de nummers 1, 2 en 3 van de andere groep, hun onderlinge resultaten in de eerste ronde namen ze mee naar de finale groep. De landen op de plaatsen 4 en 5 speelden onderling verder in de plaatsingsronde voor hun eindklassering.
Bij gelijke stand waren eerst de onderlinge resultaten bepalend voor de eindrangschikking; was dit ook gelijk dan was het aantal runs tegen per inning (in de onderlinge resultaten) bepalend.
De wedstrijden werden gehouden over zeven innings, uitzonderingen hierop zijn: een voorsprong van 10 punten na vijf innings of een voorsprong van twaalf punten na vier innings. Bij een gelijke stand na zeven innings wordt door gespeeld tot een verschil is bereikt.

### Eerste ronde

#### Groep A
De wedstrijden van 12 en 13 augustus werden in Caracas gespeeld, vanaf 15 augustus zijn de wedstrijden verplaatst naar Maracay.
| Nr. | Land      | W | V |
| --- | --------- | - | - |
| 1   | Venezuela | 4 | 0 |
| 2   | Canada    | 3 | 1 |
| 3   | Australië | 2 | 2 |
| 4   | Taiwan    | 1 | 3 |
| 5   | Nederland | 0 | 4 |

| Datum | Team 1    | Uitslag     | Team 2    |
| ----- | --------- | ----------- | --------- |
| 12/08 | Hongkong  | 1-17 (5)    | Taiwan    |
| 12/08 | Canada    | 6-1         | Australië |
| 12/08 | Venezuela | 20-4 (5)    | Nederland |
| 13/08 | Taiwan    | 6-7         | Canada    |
| 13/08 | Nederland | gestaakt    | Hongkong  |
| 13/08 | Australië | afgelast    | Venezuela |
| 14/08 | Hongkong  | afgelast    | Canada    |
| 14/08 | Nederland | afgelast    | Australië |
| 14/08 | Venezuela | afgelast    | Taiwan    |
| 15/08 | Nederland | 3-16 (5)    | Australië |
| 15/08 | Venezuela | 5-3         | Taiwan    |
| 16/08 | Nederland | 1-12 (5)    | Canada    |
| 16/08 | Taiwan    | 0-4         | Australië |
| 16/08 | Taiwan    | 11-0        | Nederland |
| 16/08 | Canada    | afgebroken* | Venezuela |
| 17/08 | Canada    | 2-3 (8)     | Venezuela |
| 17/08 | Australië | 1-8         | Venezuela |

#### Groep B
Deze wedstrijden worden in Maracay gespeeld.
| Nr. | Land             | W | V |
| --- | ---------------- | - | - |
| 1   | Japan            | 4 | 0 |
| 2   | Verenigde Staten | 3 | 1 |
| 3   | Cuba             | 2 | 2 |
| 4   | Puerto Rico      | 1 | 3 |
| 5   | Zuid-Korea       | 0 | 4 |

| Datum | Team 1           | Uitslag  | Team 2           |
| ----- | ---------------- | -------- | ---------------- |
| 12/08 | Cuba             | 21-9 (6) | Zuid-Korea       |
| 12/08 | Japan            | 5-1      | Verenigde Staten |
| 13/08 | Japan            | 3-1      | Cuba             |
| 13/08 | Zuid-Korea       | afgelast | Puerto Rico      |
| 14/08 | Cuba             | afgelast | Puerto Rico      |
| 14/08 | Verenigde Staten | afgelast | Zuid-Korea       |
| 15/08 | Cuba             | 12-1 (5) | Puerto Rico      |
| 15/08 | Verenigde Staten | 21-0 (5) | Zuid-Korea       |
| 15/08 | Zuid-Korea       | 0-14 (5) | Japan            |
| 15/08 | Verenigde Staten | 5-0      | Cuba             |
| 16/08 | Zuid-Korea       | 0-10 (5) | Puerto Rico      |
| 16/08 | Puerto Rico      | 0-9      | Verenigde Staten |
| 17/08 | Puerto Rico      | 0-10 (6) | Japan            |

### Tweede ronde

#### Finalegroep
Deze wedstrijden worden in Maracay gespeeld.
| Nr. | Land             | W | V | Beslissing |
| --- | ---------------- | - | - | ---------- |
| 1   | Japan            | 4 | 1 | (10-0)     |
| 2   | Venezuela        | 4 | 1 | (0-10)     |
| 3   | Australië        | 3 | 2 |            |
| 4   | Verenigde Staten | 2 | 3 | (10-1)     |
| 5   | Canada           | 2 | 3 | (1-10)     |
| 6   | Cuba             | 0 | 4 |            |

| Datum | Team 1           | Uitslag  | Team 2           |
| ----- | ---------------- | -------- | ---------------- |
| 18/08 | Verenigde Staten | 10-1     | Canada           |
| 18/08 | Australië        | 10-9     | Japan            |
| 18/08 | Cuba             | 3-4      | Venezuela        |
| 19/08 | Cuba             | 2-6      | Australië        |
| 19/08 | Canada           | 2-6      | Japan            |
| 19/08 | Verenigde Staten | 6-7      | Venezuela        |
| 20/08 | Cuba             | 9-10     | Canada           |
| 20/08 | Australië        | 19-6 (6) | Verenigde Staten |
| 20/08 | Venezuela        | 0-10     | Japan            |

Halve finale
| Datum | Team 1           | Uitslag | Team 2    |
| ----- | ---------------- | ------- | --------- |
| 21/08 | Australië        | 12-2    | Venezuela |
| 21/08 | Verenigde Staten | 1-6     | Japan     |

Plaatsingwedstrijden
| Datum | Team 1    | Uitslag  | Team 2           |              |
| ----- | --------- | -------- | ---------------- | ------------ |
| 21/08 | Cuba      | 1-5 (5*) | Canada           | 5e/6e plaats |
| 22/08 | Venezuela | 5-15 (6) | Verenigde Staten | 3e/4e plaats |
| 22/08 | Australië | 3-13 (5) | Japan            | 1e/2e plaats |

* afgebroken vanwege regen

#### Plaatsinggroep
Deze wedstrijden worden in Maracay gespeeld.
| Nr. | Land        | W | V |
| --- | ----------- | - | - |
| 1   | Puerto Rico | 3 | 0 |
| 2   | Taiwan      | 2 | 1 |
| 3   | Zuid-Korea  | 1 | 2 |
| 4   | Nederland   | 0 | 3 |

| Datum | Team 1     | Uitslag  | Team 2      |
| ----- | ---------- | -------- | ----------- |
| 19/08 | Zuid-Korea | 2-12 (6) | Taiwan      |
| 19/08 | Nederland  | 1-11 (6) | Puerto Rico |
| 20/08 | Taiwan     | 16-1 (5) | Puerto Rico |
| 20/08 | Nederland  | 5-15 (6) | Zuid-Korea  |

Plaatsingwedstrijden
| Datum | Team 1      | Uitslag | Team 2     |               |
| ----- | ----------- | ------- | ---------- | ------------- |
| 21/08 | Nederland   | 4-11    | Zuid-Korea | 9e/10e plaats |
| 21/08 | Puerto Rico | 3-4     | Taiwan     | 7e/8e plaats  |

Eindrangschikking
1. Japan
2. Australië
3. Verenigde Staten
4. Venezuela
5. Canada
6. Cuba
7. Taiwan
8. Puerto Rico
9. Zuid-Korea
10. Nederland

2004 ·
2006 ·
2008 ·
2010 ·
2012 ·
2014 ·
2016 .
2018 ·
2021 .
2024